# William of Wrotham

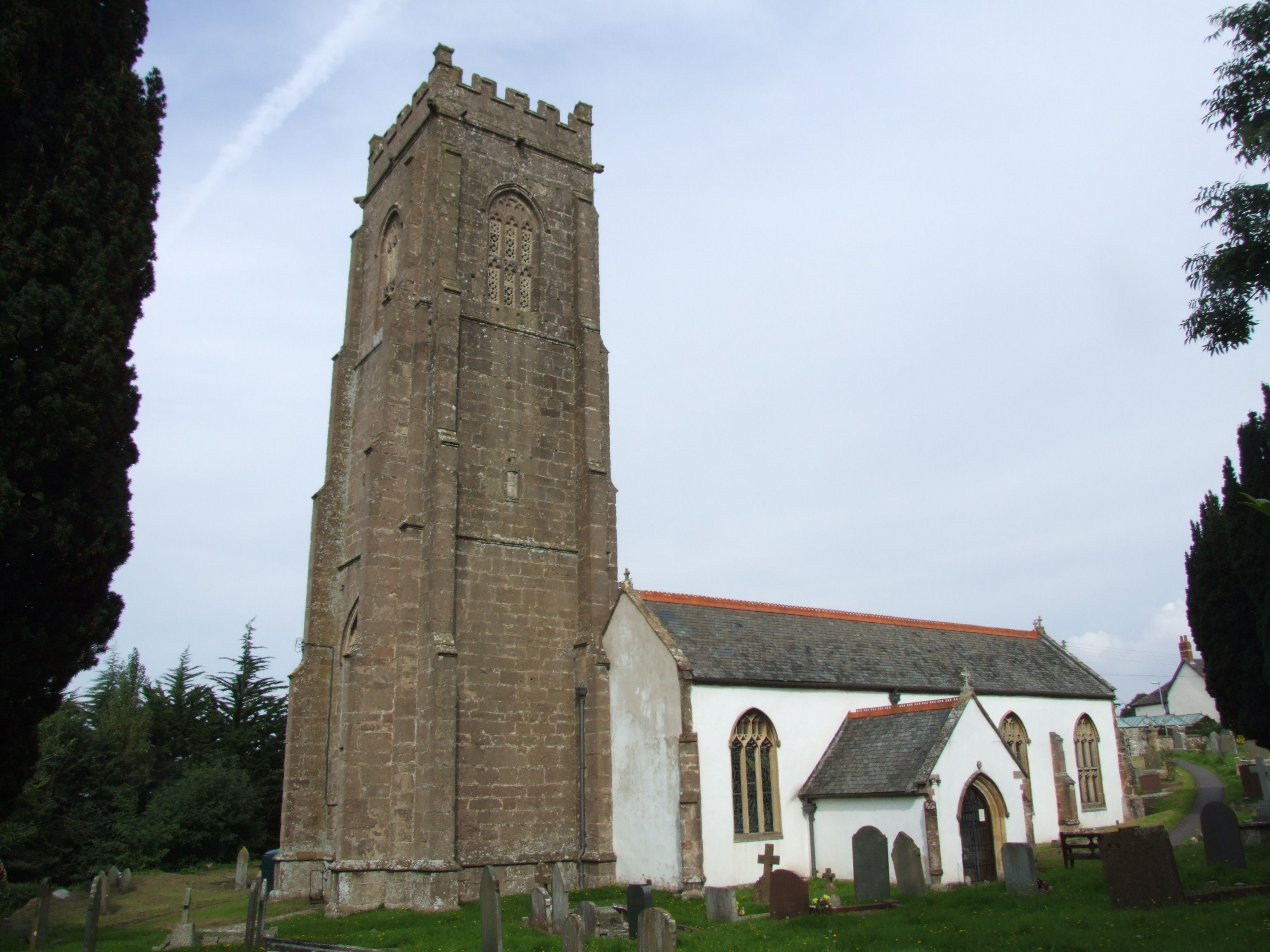
Die Kirche St Decuman in Watchet in Somerset, deren Pfründe William of Wrotham ab 1194 bezog

William of Wrotham, auch William de Wrotham (* 12. Jahrhundert; † um 1217) war ein englischer Kleriker und königlicher Beamter. Er gilt als einer der Begründer der  Royal Navy. 

## Herkunft
Seine genaue Abstammung ist ungeklärt, sein Vater Godwin war vielleicht als Pächter des Erzbischofs von Canterbury Grundbesitzer im in der Nähe von Wrotham gelegenen Shipbourne in Kent. Er hatte mindestens einen Bruder. 

## Aufstieg als Beamter des Königs
Wrotham diente vermutlich bereits unter dem englischen König Heinrich II. als Verwalter im Exmoor und in North Petherton in Somerset, wo er im Laufe der Zeit einen größeren Grundbesitz erwarb. Ohne die Priesterweihe erhalten zu haben, wurde Wrotham 1194 Kanoniker in Wells und erhielt die Pfründe der Kirche St Decuman in Watchet. Er diente dem Adligen Geoffrey fitz Peter als Verwalter von Lydford Castle in Devon. Fitz Peter übergibt ihm 1197 das Gut Sutton-at-Hone in Kent. Im selben Jahr wird Wrotham königlicher Forstaufseher von Somerset und Verwalter der Zinnbergwerke in Devon und Cornwall, und bereits im folgenden Jahr ernennt ihn der Justiciar Erzbischof Hubert Walter zum Oberaufseher der Zinnbergwerke. Dieses Amt bekleidete er, abgesehen von einer kurzen Unterbrechung im Jahr 1200, bis 1215. Von 1198 bis 1199 war Wrotham Sheriff und Richter von Devon und Cornwall. Durch Reorganisation der Verwaltung und des Finanzwesens der Bergwerke gelingt es ihm, die Einkünfte des Königs aus dem Bergbau erheblich zu erhöhen. Vermutlich aufgrund dieser guten Erfahrungen betraut ihn König Johann Ohneland 1202 mit der Besteuerung der Kaufleute, und durch die Gunst des Königs wird er spätestens 1204 Archidiakon von Taunton. 1205 wurde er zusammen mit Reginald of Cornhill Betreiber der königlichen Münzen von London und Canterbury. Ende 1204 verwaltete er die Temporalien während der Sedisvakanz des Bistums Winchester, und im folgenden Jahr zusammen mit Reginald of Cornhill die Temporalien der vakanten Abteien von Bath und Glastonbury. Dazu verwaltete er zwischen 1206 und 1209 die Erträge von Whitby Abbey. Von 1209 bis 1210 diente er erneut als königlicher Richter. Um seine zahlreichen Aufgaben erfüllen zu können, ernannte er 1207 seinen Bruder Richard zu seinem Stellvertreter als Aufseher der Wälder in Somerset. Durch die Vielzahl seiner Ämter und Aufgaben erzielte Wrotham beträchtliche Einnahmen und erwarb im Laufe der Zeit weitere Pfründen und Grundbesitz. 

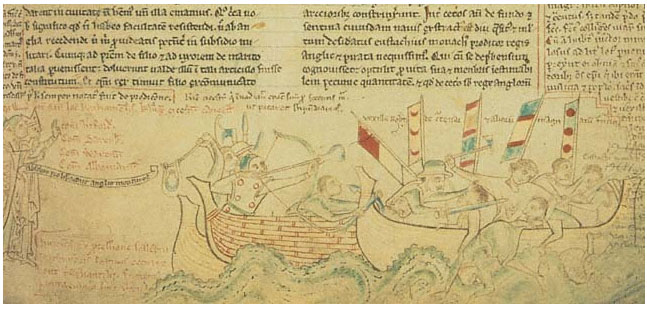
Die Seeschlacht von Sandwich (Buchmalerei des 13. Jahrhunderts)

## Aufbau einer königlichen Flotte
Als Aufseher der Erzbergwerke war Wrotham mit der Verschiffung des Erzes vertraut, weshalb ihn der König ab 1204 zusammen mit Reginald of Cornhill, dem Sheriff von Kent, mit dem Aufbau einer königlichen Flotte betraute. Bislang hatte der König im Kriegsfall auf die Schiffe der Cinque Ports zurückgegriffen, doch nach dem Verlust der Normandie erforderte der andauernde Krieg mit Frankreich eine ständige Kriegsflotte, um französische Angriffe auf die südenglische Küste abwehren zu können. 1205 wurde Wrotham der Hauptverantwortliche für den Bau der Flotte, die er aus den Erträgen der Zinnminen finanzierte. Für den geplanten Feldzug von 1205 und für die Expedition von 1206 nach Südwestfrankreich war er die Bereitstellung von Schiffen verantwortlich. Während des Feldzugs von 1206 war er der Hauptverantwortliche und Kommandant der Schiffe der Cinque Ports. Der König ernannte ihn zum Sheriff von Southampton, so dass er den Hafen des nahe gelegenen Portsmouth für die königliche Marine ausbauen konnte. Unter ihm wurde Portsmouth zum Hauptstützpunkt der Flotte. Wrotham war für die Bezahlung der Schiffsbesatzungen zuständig und übernahm die Ladung von gekaperten feindlichen Schiffen. Um 1208 hatte er die Aufgaben inne, die später, ab etwa 1400, als Aufgaben des Lord High Admiral galten. Den Befehl über die königlichen Flotte übernahm jedoch William Longespée, der Halbbruder des Königs.

## Späteres Leben und Tod
Für den Chronisten Roger von Wendover zählte Wrotham zu den wichtigsten der schlechten Ratgeber, die den König während des päpstlichen Interdikts unterstützten. Während des Kriegs der Barone wechselte er jedoch im Herbst 1215, als die Lage für König Johann immer aussichtsloser wurde, auf die Seite der Rebellen über. Er wurde deshalb vom König enteignet und verlor seine Ämter als Verwalter der Marine und Aufseher der königlichen Wälder und von Lydford Castle. Vermutlich durch die Amnestie des Regenten William Marshal nach dem Frieden von Lambeth erhielt er im Herbst 1217 seine Besitzungen in Südwestengland zurück, starb jedoch kurz darauf. Sein Erbe wurde sein Neffe Richard of Wrotham, ein Sohn seines Bruders Richard. 
1214 hatte er zusammen mit Peter des Roches das God’s House Hospital in Portsmouth gegründet. Sein Gut in Sutton-at-Hone stiftete er ebenfalls als Hospital, es fiel jedoch später an den Johanniterorden.